# NGC 3191
NGC 3191 (другие обозначения — NGC 3192, IRAS10160+4642, UGC 5565, KUG 1016+467, MCG 8-19-18, ZWG 240.26, PGC 30136) — галактика в созвездии Большая Медведица.
Этот объект занесён в новый общий каталог несколько раз, с обозначениями NGC 3191, NGC 3192.
Этот объект входит в число перечисленных в оригинальной редакции «Нового общего каталога».
В галактике NGC 3191 на расстоянии 420 млн св. лет обнаружена гиперновая звезда (сверхъяркая сверхновая) SN 2017egm.